# كلايتون إنس
كلايتون إنس (بالإنجليزية: Clayton Ince)‏ (مواليد 12 يوليو 1972) هو لاعب كرة قدم. يلعب مع منتخب ترينيداد وتوباغو لكرة القدم. سبق له أن لعب في كأس العالم لكرة القدم مع منتخب بلاده.

## روابط خارجية
- كلايتون إنس على موقع الاتحاد الدولي (مؤرشف)  (الإنجليزية)
- كلايتون إنس على موقع قاعدة بيانات كرة القدم.إي يو (الإنجليزية)
- كلايتون إنس على موقع ناشيونال فوتبول تيمز (الإنجليزية)
- كلايتون إنس على موقع Soccerbase.com (لاعب) (الإنجليزية)
- كلايتون إنس على موقع كووورة